# Masegno

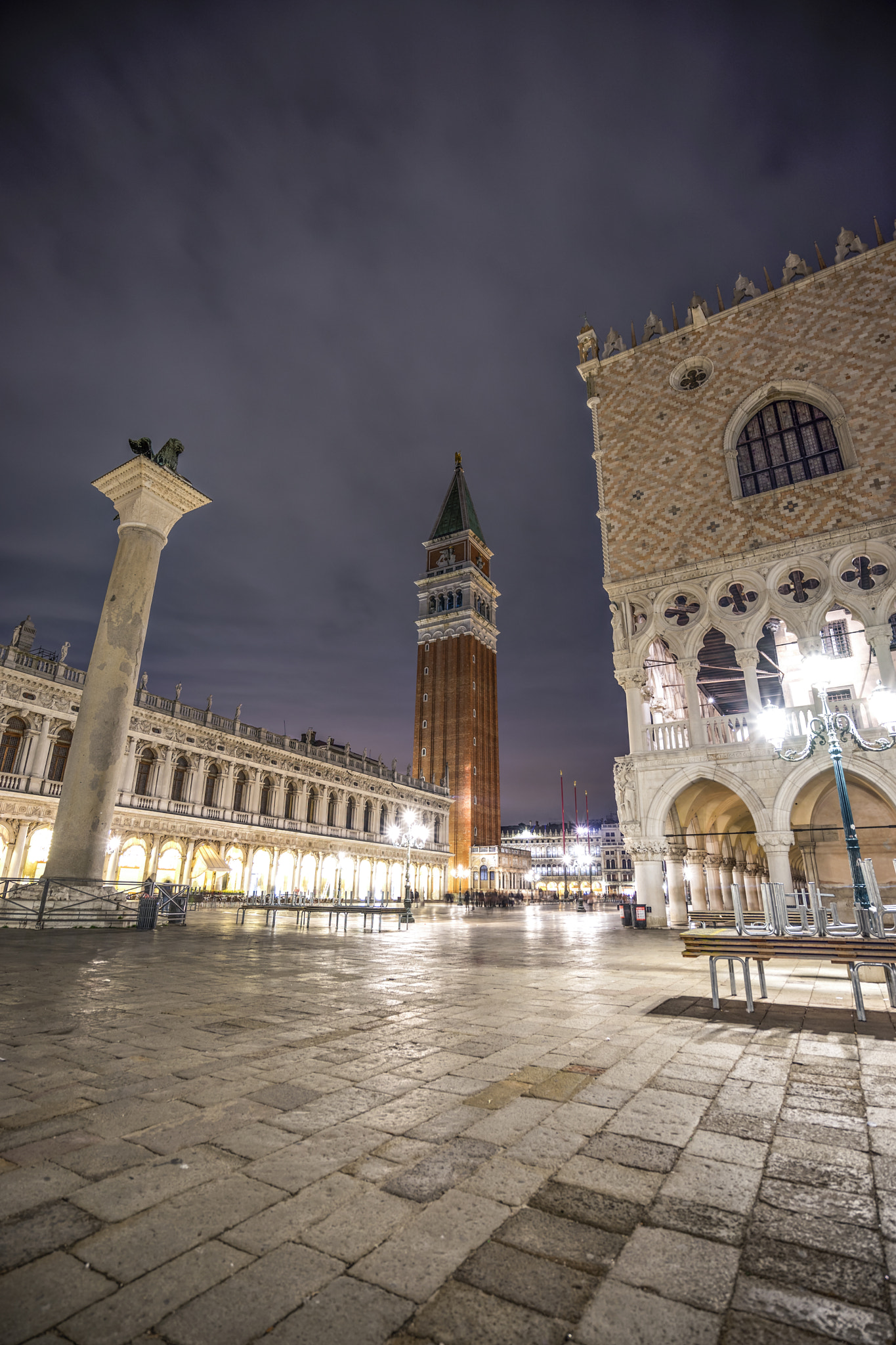
Le pavement de la place Saint-Marc est réalisé avec des masegni caractéristiques.

Le terme masegno (ou maxegno, masegna, pluriel masegni) en vénitien désigne un bloc de pierre carré utilisé dans le pavage des rues. Le mot correspond à l'italien macigno (rocher).
Avec les nizioleti, les masegni sont une particularité des voies terrestres de Venise où ils couvrent 70 % du sol de la ville. La pierre est extraite de la trachyte qu’on trouve dans les monts Euganéens, au sud-ouest de Padoue.

## Histoire
Ces blocs de trachyte de Monselice servent déjà au pavage des rues de villes continentales dans la seconde moitié du XVIIe siècle pour paver ce qui n’étaient alors que des quais de terre et sont introduits dans la lagune de Venise pour remplacer les anciens sols en terre cuite, bien que Vincenzo Scamozzi déconseille cinquante ans plus tôt son utilisation et continue à considérer la brique comme préférable.
Auparavant, les masegni en trachyte ou en pierre d'Istrie n'étaient utilisés que pour les travaux de fondation ou de protection contre l'eau, parfois disposés en chevrons et plantés dans un cortelo dans le sol. Remplacés régulièrement pour l’entretien des voies, ils sont progressivement changés par les masegni modernes qui sont de dimensions identiques mais à bord droit et à fond plat (au lieu d’être légèrement en parallélogramme sur les masegni classiques).
L'introduction des masegni a changé l'aspect de la ville en remplaçant le gris neutre et froid du trachyte par la chaleur rougeâtre des briques rehaussée par les listes blanches. Quelques exemples isolés subsistent, tels que les emplacements devant l'église de la Madonna dell'Orto et l'ancienne école de la Misercordia, cependant, modifiés au XIXe siècle par l'insertion de carrés de trachyte au lieu de pierre d'Istrie.
Il convient de noter que dans certains cas il était possible d'alterner la pierre d'Istrie avec le trachyte non pas tant pour définir les dépendances des propriétés ou des chemins avec des rayures blanches, mais pour créer un ornement au dessin complexe. C'est le cas précoce du cimetière de la basilique San Giorgio Maggiore de Venise avec son entrelacement dense de carrés et d'octogones imité en 1730 par Giorgio Massari à l'église Sainte-Marie-du-Rosaire de Venise ou le dessin plus formel d'Andrea Tirali réalisé entre 1722 et 1734 pour la place Saint-Marc.
La ville de Trieste a également été pavée dans le style vénitien avec des masegni, ainsi que Rovinj en Istrie.